# Dângeni
Dângeni là một xã thuộc hạt Botoșani, România. Dân số thời điểm năm 2002 là 3113 người.